# Aplonis diluvialis
Aplonis diluvialis (шпак-малюк хуахінський) — вимерлий вид горобцеподібних птахів родини шпакових (Sturnidae). Був ендеміком острова Хуахіне в архіпелазі Островів Товариства (Французька Полінезія). Імовірно, цей острів був найсхіднішим місцем, де мешкали шпаки-малюки.

## Історія
Хуахінський шпак-малюк відомий за скам'янілою цівкою, знайденою в 1984 році американським археологом і антропологом Йосікіхо Сіното з Музею імені Берніс Бішоп. Скам'янілість була знайдена при археологічних розкопках давнього поселення Фаахії на півночі острова. Вид був науково описаний в 1989 році.
Довжина цівки птаха становить 38 мм. Імовіно, хуахінський шпак-малюк був другим за розмірами представником роду, після самоанського шпака-малюка. Скам'янілість датується проміжком між 750 і 1250 роками н.е. Імовірно, вид вимер незабаром після появи на острові людей, коли ліси почали вирубуватися, були інтродуковані нові види рослин, з'явилися інвазивні птахи і малі пацюки.